# Symphytum grandiflorum
Symphytum grandiflorum is een bloemplant uit de ruwbladigenfamilie. Deze soort is inheems in de Kaukasus en komt op verschillende plaatsen in Europa voor als een ontsnapte tuinplant. Het is een winterharde vaste plant, die kan worden gebruikt als bodembedekker in borders en op schaduwrijke plaatsen. Doordat hij nogal woekert, is hij echter moeilijk weer te verwijderen. De wilde soort en een aantal cultivars zijn in de handel verkrijgbaar, waaronder 'Goldsmith', 'Wisley Blue' en 'Hidcote Pink'.

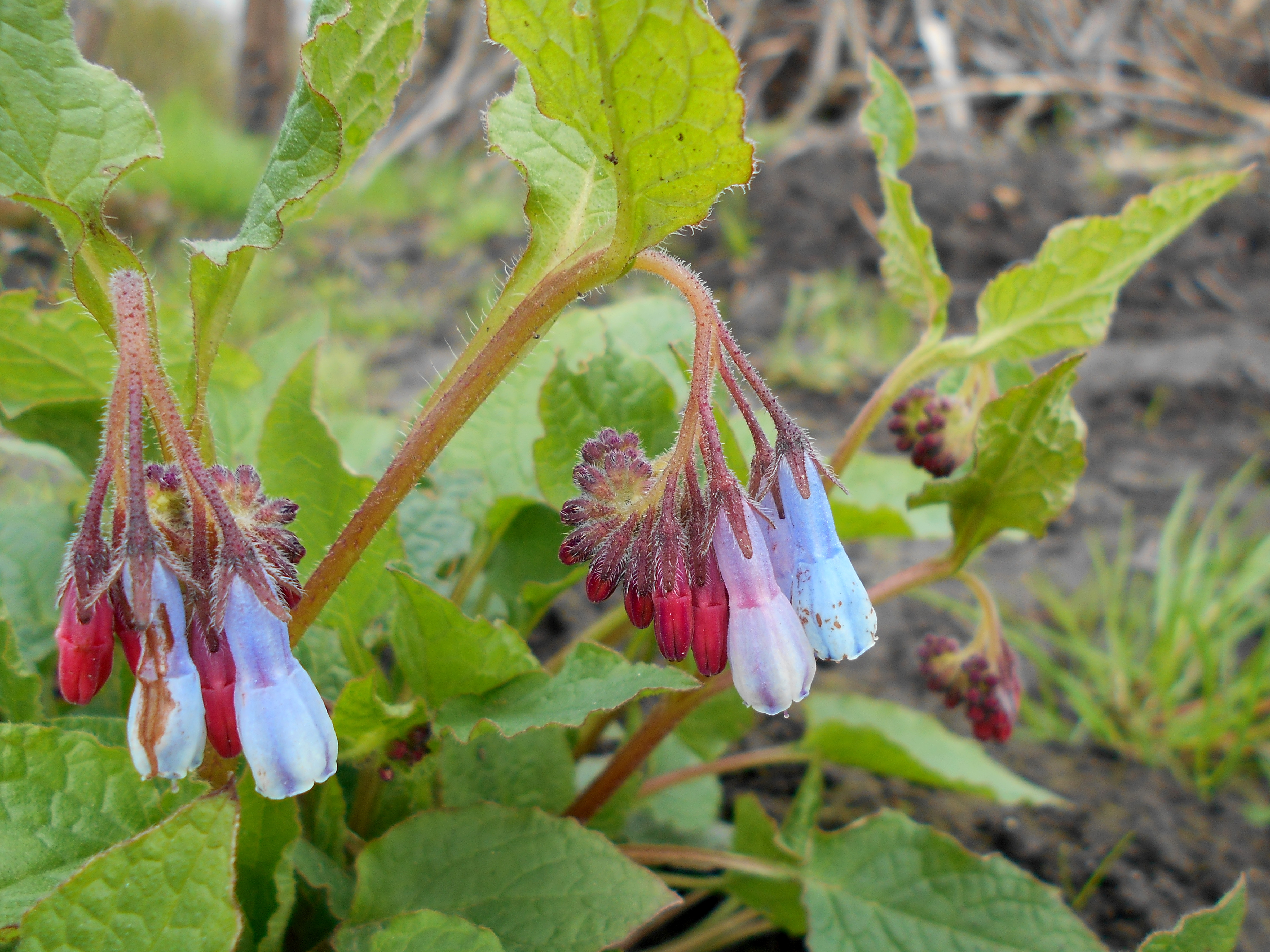
Close-up van de bloemen
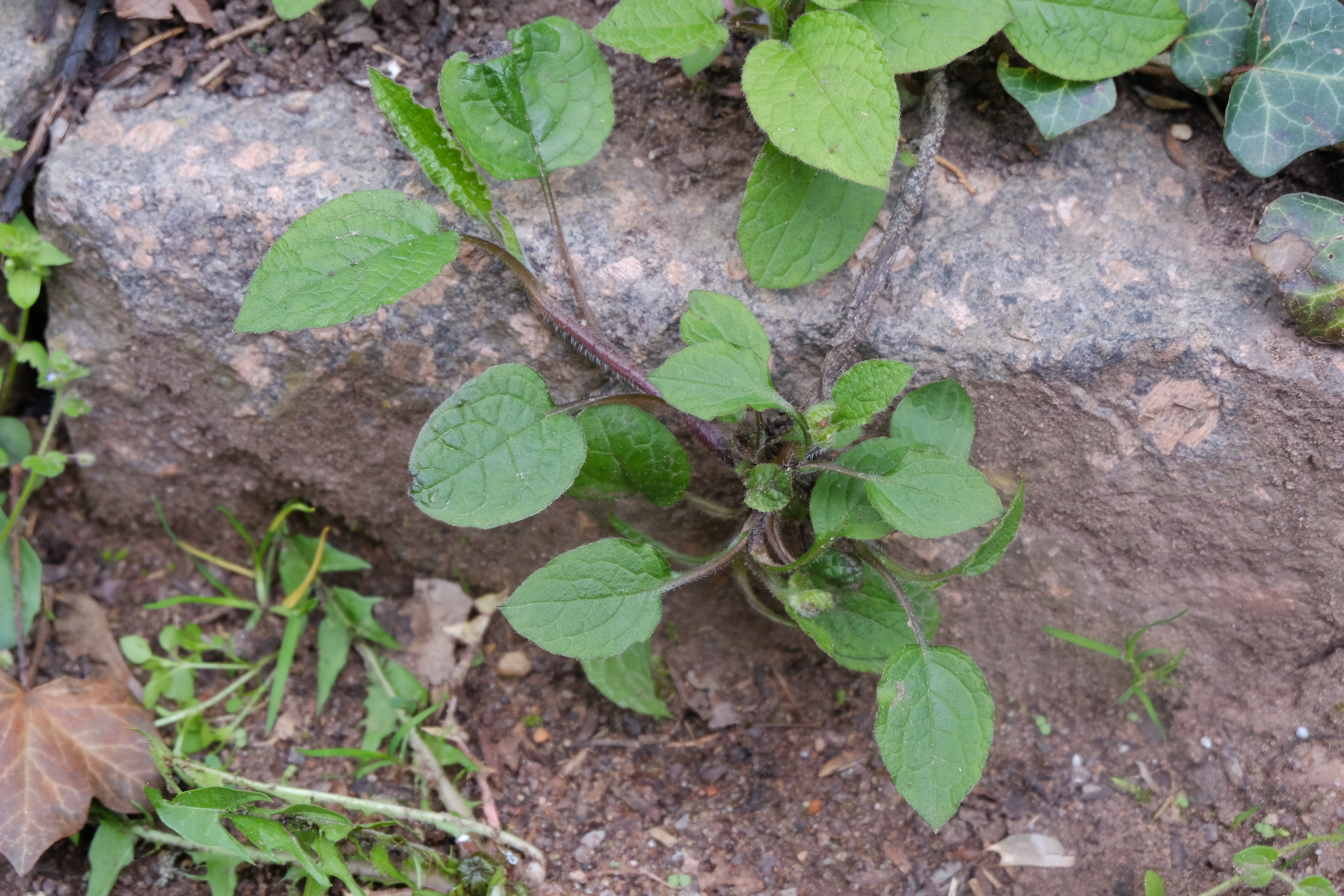
Kruipende habitus